# Momento multipolar
El momento multipolar de una distribución de masas o de cargas eléctricas es una magnitud física que da cuenta de la distribución angular del campo estático creado por dicha distribución. El momento 2n-polar es el término (n+1)-ésimo del desarrollo multipolar para dicho campo. El primer término o término monopolar representa el efecto de la carga o masa total; el segundo término o término dipolar aparece sólo en el caso eléctrico (en el caso gravitatorio al no existir masas de signo negativo es idénticamente nulo); el tercer término o término cuadripolar aparece tanto para campos eléctricos como gravitatorios.
Como magnitud física el momento 2n-polar es un tensor de orden n: el momento monopolar es un escalar, el momento dipolar un vector, el momento cuadrupolar un tensor de segundo orden o matriz, etc.
- Datos: Q1972424